# Rio Corrente Grande
Rio Corrente Grande är ett vattendrag i Brasilien.   Det ligger i delstaten Minas Gerais, i den sydöstra delen av landet, 700 km sydost om huvudstaden Brasília.
Omgivningen kring Rio Corrente Grande är huvudsakligen savann. Området är  glesbefolkat, med 16 invånare per kvadratkilometer.